# Thor Goote

Signatur von Thor Goote

Thor Goote, eigentlich Werner von Langsdorff bzw. Werner Schultze von Langsdorff (* 27. Mai 1899 in Forbach (Lothringen); † 3. Juli 1940 über der Nordsee) war ein deutscher Schriftsteller und Luftfahrtingenieur.

## Leben

Roman (1930)

Langsdorff war Sohn eines Offiziers aus hessischem Adel. Während des Ersten Weltkriegs meldete er sich noch vor dem Abitur als Freiwilliger, um einem drohenden Schulverweis zu entgehen. Als Artillerist wurde er verwundet, kam anschließend als Leutnant zur Fliegertruppe und erhielt später das Eiserne Kreuz I. Klasse. Einer anderen Darstellung nach wurde Langsdorff erst in den 1920er Jahren zum Piloten ausgebildet. Nach Kriegsende musste er zunächst sein Abitur nachholen, eine Erfahrung, die er auch literarisch verarbeitete: „‚Kinder, stellt euch das vor, nun den Homer wieder aufzuwärmen, wo ich kaum mehr das griechische Alphabet kann!‘ … Seebach wippt mit seinem Stuhl. Er hat schon ein paar weiße Haare.“
1919 begann er ein Studium der Ingenieurwissenschaften (Maschinenbau, Fachrichtung Flugtechnik) an der Technischen Hochschule Darmstadt, das er 1923 als Diplom-Ingenieur und mit der Promotion zum Dr.-Ing. abschloss. Anschließend arbeitete er freiberuflich als Ingenieur und Testpilot und veröffentlichte zahlreiche Fachbücher und -aufsätze. Daneben gab er das Jahrbuch der Luftfahrt sowie das Handbuch der Luftfahrt heraus. Bei einem Absturz 1928 erlitt Langsdorff bleibende schwere Verletzungen. Erst 1936 erhielt er durch Sondergenehmigung wieder die Möglichkeit zu fliegen. Nach Habilitation wurde er 1936 außerplanmäßiger Professor für Flugtechnik und Luftfahrtwesen an der TH Karlsruhe.
Langsdorff trat in den 1920er Jahren der SA bei. „Seit Kriegsende trug ich das Hakenkreuz. Nun trat ich in die Reihe der unbekannten braunen Soldaten und verwuchs mit ihnen um so mehr, je mehr man uns verfolgte und verlachte.“ Er trat zum 1. April 1931 der NSDAP bei (Mitgliedsnummer 483.864) und war als Agitator sowie Reichsredner für die Partei tätig, ferner Funktionär im NSFK.
1939 wurde Langsdorff als Oberleutnant zur Luftwaffe der Wehrmacht eingezogen. Danach, inzwischen zum Hauptmann befördert, war er in der Forschungsabteilung des Technischen Amts des Reichsluftfahrtministeriums. Im Jahre 1940 wurde er auf eigenen Wunsch zum Kampfgeschwader 30 versetzt. Am 3. Juli flog er eine Junkers Ju 88A-1, die von einer Spitfire der 603 Squadron über der Nordsee vor Stonehaven abgeschossen wurde. Dabei verstarb er.

## Literarisches Werk
Ab 1930 veröffentlichte Langsdorff unter dem Pseudonym Thor Goote Erzählungen und Romane. Am bekanntesten war seine autobiografisch geprägte Romantrilogie Wir fahren den Tod (1930), Wir tragen das Leben (1932) und Die Fahne hoch! (1933), in der er eines der Standardthemen der NS-Literatur behandelt: Das „Werden eines Nationalsozialisten“. Die Bücher beschreiben den Weg eines jungen Kriegsfreiwilligen von der „Schützengrabengemeinschaft“ über den Freikorpskampf bis zum aktiven Engagement in der NSDAP. Dabei verherrlicht Goote weitschweifig den „Frontgeist“ des Ersten Weltkriegs („daß wir ja zusammengehören und immer zusammengehören werden, weil wir gemeinsam durch die Trichter Flanderns gekrochen, weil wir miteinander durch den Leichengestank der Somme gegangen sind“). Der letzte Band Die Fahne hoch!, dessen Titel dem Horst-Wessel-Lied entnommen wurde, endet mit einem Kundgebungsauftritt Adolf Hitlers 1932: Die „Machtergreifung“ steht bevor.
Auch wenn es Goote im ersten Band seiner Trilogie gelingt, die Schrecken des Krieges mit „modern anmutenden Stilmitteln, wie Lautmalereien und stakkatohaften Wortfolgen“ zu beschreiben, besteht sein Gesamtwerk überwiegend aus grober Agitation mit antisemitischen Einschüben. Auffällig ist der häufige Gebrauch von Präfigurationen und Bildern der christlichen Tradition, etwa der Darstellung Hitlers als „Erlöser“. Die Sprache ist dabei „unkompliziert und eindringlich, was oft durch parataktischen Satzbau herbeigeführt wird“:

„Und irgend etwas kommt, vor dem es kein Entrinnen gibt, – tastet sich heran, – umgibt mich mit erdrückender Dumpfheit, – ist unbegreiflich, – unbeschreiblich. – Aber es ist da! Lähmende Angst befällt mich, – ich will fliehen, – irgendeine Schwere hängt sich an mich, – hemmt mich. In ohnmächtiger Ergebenheit versuche ich dem entgegenzublicken, – aber es läßt sich nicht sehen, – nicht fassen!“

1939 wurde Goote mit dem Kulturpreis des Gaues Hessen-Nassau ausgezeichnet. Nach dem Ende des Zweiten Weltkriegs kamen Gootes Bücher und einige Veröffentlichungen von Langsdorff in der Sowjetischen Besatzungszone bzw. der Deutschen Demokratischen Republik auf die Liste der auszusondernden Literatur. Auch in der Bundesrepublik sind keine Bücher von Goote mehr aufgelegt worden.

## Zweifel an der Identität
2002 kamen in der Bertelsmann Historikerkommission Zweifel über die Identität Langsdorffs mit Goote auf; Olaf Simons, der die geschäftlichen Akten des Unternehmens ausgewertet hatte, publizierte auf einer privaten Internetseite Unterschriften aus Honorarverträgen der 1930er Jahre. Für zwei Goote-Romane fanden sich Verträge, die mit dem Pseudonym Thor Goote unterzeichnet waren und den Verlag verpflichteten, die Identität Dr. J. M. Berg aus Frankfurt/M. zu wahren. Für Veröffentlichungen Werner von Langsdorffs fanden sich dagegen eigene, mit dessen Namen unterzeichnete Verträge. Einen Ansatz zur Klärung gibt eine 2007 in der Neuen Deutschen Biographie gelieferte Information: Danach hat Langsdorff 1922 in Frankfurt/M. die Tochter eines Dr. Johann Berg geheiratet. Daraus kann man ableiten, dass Langsdorff sich bei einigen Vertragsabschlüssen des Namens oder der Person seines Schwiegervaters bedient hat. Ferner erklärt sich so das in mehreren Katalogen und Lexika aufgeführte angebliche Langsdorff-Pseudonym Johannes M. Berg, unter dem aber keine eigenständigen Veröffentlichungen nachweisbar sind.

## Veröffentlichungen (Auswahl)
- Das Segelflugzeug. München 1923. (als W. v. Langsdorff)
- Das Leichtflugzeug für Sport und Reise. Frankfurt/M. 1924. (als W. v. Langsdorff)
- Das Flugsportbuch. Stuttgart 1925. (als W. v. Langsdorff)
- L Z 127 „Graf Zeppelin“, das Luftschiff des deutschen Volkes. Frankfurt/M. 1928. (als W. v. Langsdorff)
- Wir fahren den Tod. Berlin 1930.
- Sie werden auferstehen! Berlin 1931.
- Wir tragen das Leben. Berlin 1932.
- Die Fahne hoch! Berlin 1933.
- Kam’raden, die Rotfront und Reaktion erschossen... Berlin 1934.
- Kamerad Berthold, der unvergleichliche Franke. Braunschweig, Berlin, Hamburg 1935.
- L Z 129 " Hindenburg", das Luftschiff des deutschen Volkes . Bechhold. Frankfurt/M. 1936 (als W. v. Langsdorff)
- Flieger und was sie erleben, Wahlband der Buchgemeinde Bonn am Rhein, 1936, Bertelsmann 1935. (als W. v. Langsdorff)
- Peter Strasser. Der F.d.L., Führer der Luftschiffe. Frankfurt/Main 1938.
- Deutsche Flagge über Sand und Palmen. 53 Kolonialkrieger erzählen, Gütersloh 1936. (als W. v. Langsdorff)
- „… rangehn ist Alles!“ Roman um geschichtliches Geschehen. Berlin 1938.
- U-Boote am Feind – 45 deutsche U-Boot-Fahrer erzählen. Gütersloh 1937. (als W. v. Langsdorff)
- Fahnenjunker Lingen flieht. Gütersloh 1942.